# Coppa Amílcar Cabral
La Coppa Amílcar Cabral è stato un torneo di calcio fra squadre nazionali dell'Africa occidentale. 
Il torneo, intitolato al politico guineense Amílcar Cabral, ha visto la prima edizione svolgersi nel 1979. Fino al 1989 si è disputato annualmente, poi con cadenza biennale. Tuttavia l'ultima edizione, che avrebbe dovuto svolgersi tra novembre e dicembre 2009, è stata prima posticipata a marzo 2010 e poi annullata.

## Nazioni partecipanti
Le nazionali partecipanti a questa coppa sono:
- Capo Verde
- Gambia
- Guinea
- Guinea-Bissau
- Liberia
- Mali
- Mauritania
- Senegal
- Sierra Leone

## Albo d'oro
| 1979 Dettagli | Guinea        | Senegal      | 1 - 0              | Mali          | Guinea       | 2 - 2 5 - 4 (dtr)  | Guinea-Bissau |
| 1980 Dettagli | Gambia        | Senegal      | 1 - 0              | Gambia        | Guinea       | 2 - 0              | Mauritania    |
| 1981 Dettagli | Mali          | Guinea       | 0 - 0 6 - 5 (dtr)  | Mali          | Senegal      | 5 - 1              | Capo Verde    |
| 1982 Dettagli | Capo Verde    | Guinea       | 3 - 0              | Senegal       | Mali         | 2 - 1              | Capo Verde    |
| 1983 Dettagli | Mauritania    | Senegal      | 3 - 0              | Guinea-Bissau | Mali         | 2 - 0              | Mauritania    |
| 1984 Dettagli | Sierra Leone  | Senegal      | 0 - 0 5 - 3 (dtr)  | Sierra Leone  | Mali         | 2 - 0              | Gambia        |
| 1985 Dettagli | Gambia        | Senegal      | 1 - 0              | Gambia        | Mali         | 1 - 0              | Capo Verde    |
| 1986 Dettagli | Senegal       | Senegal      | 3 - 1              | Sierra Leone  | Gambia       |                    | Guinea        |
| 1987 Dettagli | Guinea        | Guinea       | 1 - 0              | Mali          | Senegal      | 0 - 0 3 - 0 (dtr)  | Sierra Leone  |
| 1988 Dettagli | Guinea-Bissau | Guinea       | 3 - 2              | Mali          | Senegal      | 2 - 1              | Sierra Leone  |
| 1989 Dettagli | Mali          | Mali         | 3 - 0              | Guinea        | Capo Verde   | 1 - 0              | Sierra Leone  |
| 1991 Dettagli | Senegal       | Senegal      | 1 - 0              | Capo Verde    | Sierra Leone |                    | Gambia        |
| 1993 Dettagli | Sierra Leone  | Sierra Leone | 2 - 0              | Senegal       | Gambia       | 2 - 0              | Mali          |
| 1995 Dettagli | Mauritania    | Sierra Leone | 0 - 0 4 - 2 (dtr)  | Mauritania    | Capo Verde   | 1 - 0              | Guinea-Bissau |
| 1997 Dettagli | Gambia        | Mali         | 1 - 0              | Senegal       | Guinea       | 2 - 2 5 - 4 (dtr)  | Gambia        |
| 2000 Dettagli | Capo Verde    | Capo Verde   | 1 - 0              | Senegal       | Guinea       | 2 - 0              | Mali          |
| 2001 Dettagli | Mali          | Senegal      | 3 - 1              | Gambia        | Mali         | 2 - 1              | Guinea-Bissau |
| 2005 Dettagli | Guinea        | Guinea       | 1 - 0              | Senegal       | Mali         | 1 - 0              | Guinea-Bissau |
| 2007 Dettagli | Guinea-Bissau | Mali         | 2 - 1              | Capo Verde    | Senegal      | 2 - 1              | Guinea-Bissau |
| 2009          | Mauritania    |              | edizione annullata |               |              | edizione annullata |               |

## Nazioni vincitrici
| Vittorie | Nazione      | Anno                                           |
| -------- | ------------ | ---------------------------------------------- |
| 8        | Senegal      | 1979, 1980, 1983, 1984, 1985, 1986, 1991, 2001 |
| 5        | Guinea       | 1981, 1982, 1987, 1988, 2005                   |
| 3        | Mali         | 1989, 1997, 2007                               |
| 2        | Sierra Leone | 1993, 1995                                     |
| 1        | Capo Verde   | 2000                                           |